# Repubblica di Frigolandia
La Repubblica di Frigolandia è lo sviluppo di un progetto e manifesto culturale e artistico fondato nel 2005 da Vincenzo Sparagna, ma già pensato e concepito nel 1985 dallo stesso Sparagna assieme ad Andrea Pazienza e dalla redazione della rivista satirica Frigidaire  (da cui il nome del progetto), sotto forma di una immaginaria micronazione, riconducibile alle ludo nazioni e senza alcuna rivendicazione, nel comune di Giano dell'Umbria. 

## Storia

### 1985: Il "Manifesto del Maivismo" e l'idea della "Repubblica della Fantasia"

La redazione di Frigidaire al completo, febbraio 1982. Da sinistra in alto: Tanino Liberatore, Vincenzo Sparagna, Filippo Scozzari e Massimo Mattioli; in basso: Stefano Tamburini e Andrea Pazienza.

Nel 1985 la prima versione de Il Male era ormai chiusa da tre anni, e parte della sua redazione era confluita nella rivista Frigidaire nata nel 1980 da Vincenzo Sparagna e dai reduci dell'ormai defunto Cannibale.
Fu in questo contesto culturale, fulcro centrale del fumetto underground italiano, che Pazienza e Sparagna scrissero il Manifesto del Maivismo, un manifesto estetico-programmatico che proponeva un'arte "imprevista, multipla, alta, bassa, media, pop e anti-pop, inventata", che portasse alla luce "aspetti della realtà, attraverso l'uso di un linguaggio diverso dalla normalità". E fu nello stesso anno che Pazienza e Sparagna, con spirito ludico e situazionista, progettarono ed immaginarono la fondazione di una "Repubblica della Fantasia", giocando così con il motto sessantottino che auspicava "la fantasia al potere".

### La nascita della Repubblica di Frigolandia
Se negli anni '80 Frigidaire era una realtà consolidata del fumetto underground italiano, con uscite regolari nelle edicole di tutta Italia, negli anni '90 visse diverse crisi di tipo finanziario ed editoriale che costrinsero Vincenzo Sparagna a vendere la propria casa di Roma per recarsi in Umbria per concretizzare il progetto nato anni prima.
Il progetto per la Repubblica di Frigolandia, che vedeva anche il sostegno di Achille Bonito Oliva, fu inizialmente presentato al Comune di Castel Ritaldi ed alla Regione Umbria nel 2003 e doveva essere collocato in un castello del XII secolo, ma solo l'anno seguente trovò spazio a Giano dell'Umbria, dove il Comune destinò al progetto spazi utilizzati in precedenza per le colonie estive e caduto con il tempo in uno stato di incuria. Fu così che la Repubblica di Frigolandia venne inaugurata, dopo i lavori di restauro, il 25 aprile 2006 all'interno di un parco boschivo di due ettari, con un contratto di 10 anni rinnovabile per tre volte, stipulato con il comune di Giano dell'Umbria. Da allora il 25 aprile divenne una delle feste nazionali, giorno in cui si festeggia la "Liberazione dei frigoriferi intelligenti".
Oltre ai 2 ettari di bosco, la Repubblica di Frigolandia comprendeva il Museo dell’Arte Maivista, le redazioni di Frigidaire ed Il Nuovo Male, che a oggi pubblicano la quarta generazione di artisti e collaboratori, la Jack London's Hut che era una baracca progettata da Luciano Biscarini dove doveva trovar posto il Museo Nomade della letteratura fantastica, due case per ospitare i cittadini in pellegrinaggio chiamate Casa degli Oblò e Casa Rosada ed un parco giochi per i bambini. Negli anni successivi la Jack London's Hut fu abbattuta per lasciar spazio al Teatro Naturale di Oklahoma.
In questi primi anni di fondazione della Repubblica, a Frigolandia furono pubblicati cinque nuovi numeri di Frigidaire con tiratura limitata di 5000 copie, allo scopo di presentare ed esporre il nuovo progetto. Nel 2007, in seguito ad un incontro/conferenza con Oreste Scalzone che era appena tornato in Italia in seguito alla prescrizione delle accuse di associazione sovversiva nell'ambito del Processo 7 aprile, la Repubblica di Frigolandia fu soggetta a forti critiche da parte delle destre locali. La conferenza trattava anche della posizione di Frigidaire, che in seguito alle accuse di essere i capi delle Brigate Rosse fatte a Scalzone e Toni Negri, fece la famosa prima pagina satirica sull'arresto di Ugo Tognazzi come capo delle BR. L'evento creò frizioni che si protrarranno negli anni successivi anche con l'amministrazione comunale di centrosinistra.
A Frigolandia si affermarono poi altre due feste nazionali che vengono celebrate ogni anno: Il 14 luglio è la Festa della Rivoluzione e della Libertà in memoria della Presa della Bastiglia, e poi la festa del ringraziamento che si celebra a fine novembre per commemorare l'accoglienza che i nativi americani dimostrarono verso i Padri Pellegrini del Mayflower che fuggivano dalle persecuzioni religiose. Molti poi i nomi e le definizioni che si sono aggiunte nel tempo, tanto che la Repubblica di Frigolandia si è auto-definita "Accademia delle invenzioni", "Ashram socratico", "Città immaginaria dell'Arte Maivista", "Parco della pace e della poesia", "Monastero eurotibetano", oltre alle già citate "Repubblica della Fantasia" e "Prima Repubblica Marinara di Montagna".

### Il Museo d'Arte Maivista
Una delle esigenze principali che decretò la ripresa del progetto di una "Repubblica dell'Arte Maivista" era quella di trovare una degna collocazione per una collezione d'Arte ed un archivio di opere che Sparagna e la redazione di Frigidaire avevano accumulato nel tempo.
L'archivio accumulato nel tempo dalla redazione comprendeva le opere tipografiche e le riviste da essa collegate, unitamente alla collezione di opere originali accumulate dallo stesso Sparagna nel tempo. Tra gli originali vanno menzionate le opere pittoriche e scultoree di Cristoforo Sparagna, padre di Vincenzo, i disegni degli anni '60 dello stesso Vincenzo Sparagna, ed opere originali degli artisti che confluirono, nell'arco di 4 generazioni, nelle riviste dell'Arte Maivista come Andrea Pazienza, Filippo Scozzari, Tanino Liberatore, Vincino, Roberto Perini, Stefano Tamburini, José Muñoz, Silvio Cadelo, Gianni Cossu, Massimo Mattioli, Pablo Echaurren, Franz Ecke, Marc Carò, Roland Topor, Giuseppe Palumbo e molti altri. Il MAM conserva un archivio di oltre 5000 opere delle quali circa 500 esposte a rotazione nelle mostre temporanee della struttura. La collezione comprende poi reportage fotografici degli artisti in viaggio nel mondo. L'archivio del museo conserva invece le riviste fatte parallelamente dagli artisti che con Frigidaire hanno collaborato, come Vomito, una rivista trimestrale che si auto-definiva di "subletteratura", Casting, che ironizzava sul mondo dello sport, Frizzer fatta assieme ad Andrea Pazienza quando entrambi furono traditi dalle fidanzate, e poi la serie delle finte testate di quotidiani.
Oltre alle sale espositive il MAM comprende una sala conferenze utilizzata per attività didattiche e divulgative. Il MAM si muove poi anche fuori dai confini della Repubblica di Frigolandia: In passato ha partecipato a mostre e convegni anche in altri centri culturali, università e musei come il Mart di Rovereto o il MACRO di Roma.

### La Repubblica di Frigolandia e la Yale University
L'8 dicembre 1996 il curatore Kevin Rapp fu inviato nella Repubblica di Frigolandia dalla Yale University allo scopo di valutare il materiale artistico ed editoriale della Repubblica e del MAM, e risiedette a Frigolandia per dieci giorni, ai quali seguì l'acquisizione dell'archivio di riviste del MAM per la cifra di 200.000 euro.

### Lo sgombero e la sentenza
Nel 2020 la giunta comunale di Giano dell'Umbria, a causa della pandemia di COVID-19, propone la chiusura del Museo dell’Arte Maivista.
Nel 2023 una sentenza del Consiglio di Stato ha ribaltato la precedente sentenza del TAR del Lazio: la micronazione può pertanto continuare le proprie  attività nel territorio del comune di Giano dell'Umbria.

## Politica

### Ordinamento politico e Costituzione
La costituzione della Repubblica di Frigolandia è formata di tre articoli, di cui il primo decreta le fondamenta della Repubblica stessa, che si basa sulla Pace, sulla solidarietà e sul "rifiuto di qualunque tipo di intolleranza culturale, sociale, etnica o religiosa". Il primo articolo comincia dichiarando che "La Repubblica di Frigolandia è una libera unione di uomini, donne, bambini, animali, piante e minerali fondata sulla fantasia", dichiarando così un rapporto socio-politico profondamente orizzontale tra tutti gli esseri animati ed inanimati della Repubblica.
Il secondo articolo è invece incentrato sul superamento dei concetti di Stato, Nazione e frontiera. In questo senso, emblematica è la dichiarazione presente nell'articolo stesso che si autodefinisce come "la città immaginaria dell’Arte Maivista, la prima repubblica marinara di montagna, riparo accogliente, tra una tempesta e l’altra, per i naviganti del pensiero, dell’arte, della rivoluzione".
L'articolo tre della Costituzione della Repubblica di Frigolandia parla invece dell'organizzazione statale, tracciando il profilo di una "Repubblica Assembleare". L'"Assemblea" elegge a sua volta il "Consiglio Cittadino" ed il Presidente "che rappresenta l’unità politica, artistica e di governo della Repubblica".